# 歴史迷宮からの脱出〜リアル脱出ゲーム×テレビ東京〜
『歴史迷宮からの脱出〜リアル脱出ゲーム×テレビ東京〜』（れきしめいきゅうからのだっしゅつ リアルだっしゅつゲーム テレビとうきょう）は、2020年10月3日（2日深夜）から11月7日（6日深夜）までテレビ東京の「ドラマ25」枠にて放送されていたテレビドラマ。

## 概要
未来のサイバーテロリストによって改竄された歴史を元通りにするため、現代の女子高生・谷田純が同級生の江畑とタイムリープしてバグである「暗号＝謎」を解読するという「リアル脱出ゲーム」要素のあるテレビドラマ。放送中に視聴者がニュースアプリ「SmartNews」で回答を入力して回答順位を競い合う視聴者参加型ドラマでもあった。

## キャスト
- 谷田純 - 福本莉子[1]
- 江畑伶人 - 飯島寛騎[2]
- ビル・フジタ - 要潤[2]

### ゲスト
第1話
- 織田信長 - 織田信成

第2話
- 葛飾北斎 - 渡辺哲
- 鬼沢 - スチール哲平（最終話）
- お栄 - 田山由起
- 森日菜美 - 森日菜美（本人）[注 1]

第3話
- トーマス・エジソン - 四方堂亘
- ミサ - グレイス・エマ

第4話
- 坂本龍馬 - みっちー
- お龍 - 森田想
- 三吉慎蔵 - 川野直輝

第5話
- 太宰治 - 河相我聞
- 美知子 - 比佐廉

## スタッフ
- 監督 - 及川拓郎、住松拓美
- 脚本 - 土屋亮一、ワタナベリョウスケ
- 謎制作 - 加藤隆生、吉田隆之、稲村祐汰（SCRAP）
- オープニングテーマ - WOMCADOLE「軌跡」
- エンディングテーマ - みるきーうぇい「君をさらって夜を飛ぶ」
- 総合演出 - 乾雅人
- プロデューサー - 森田昇（テレビ東京）、間宮由玲子（テレビ東京）、八木亜末（大映テレビ）、渡辺良介（大映テレビ）
- 制作 - テレビ東京、大映テレビ
- 協力 - SCRAP、SmartNews

## 放送日程
| 話数   | 放送日   | 脚本               | 監督     |
| ------ | -------- | ------------------ | -------- |
| 第1話  | 10月03日 | 土屋亮一           | 及川拓郎 |
| 第2話  | 10月10日 | ワタナベリョウスケ | 及川拓郎 |
| 第3話  | 10月17日 | 土屋亮一           | 及川拓郎 |
| 第4話  | 10月24日 | ワタナベリョウスケ | 住松拓美 |
| 第5話  | 10月31日 | 土屋亮一           | 及川拓郎 |
| 最終話 | 11月07日 | 土屋亮一           | 及川拓郎 |

## 放送局
| 放送期間                  | 放送日時                     | 放送局         | 対象地域   | 備考                     |
| ------------------------- | ---------------------------- | -------------- | ---------- | ------------------------ |
| 2020年10月03日 - 11月07日 | 土曜 0:52 - 1:23（金曜深夜） | テレビ東京     | 関東広域圏 | 製作局                   |
| 2020年10月03日 - 11月07日 | 土曜 0:52 - 1:23（金曜深夜） | テレビ大阪     | 大阪府     |                          |
| 2020年10月03日 - 11月07日 | 土曜 0:52 - 1:23（金曜深夜） | テレビ北海道   | 北海道     |                          |
| 2020年10月03日 - 11月07日 | 土曜 0:52 - 1:23（金曜深夜） | TVQ九州放送    | 福岡県     |                          |
| 2020年10月28日 - 12月02日 | 水曜 1:00 - 1:30（火曜深夜） | テレビ愛知     | 愛知県     |                          |
| 2021年01月07日 - 02月11日 | 木曜 0:00 - 0:30（水曜深夜） | BSテレ東（2K） | 全国       |                          |
| 2021年01月07日 - 02月11日 | 木曜 0:00 - 0:30（水曜深夜） | BSテレ東4K     | 全国       | 4Kアップコンバートで放送 |

## ネット配信
- ネットもテレ東、TVerでは地上波放送と同時配信。
- ひかりTV、Paraviでは地上波放送終了後より配信。